# Allan Jones
Allan Jones, nato Theodore Allen Jones (Old Forge, 14 ottobre 1907 – New York, 27 giugno 1992), è stato un attore e tenore statunitense.

## Carriera
Nato in Pennsylvania da discendenti gallesi, apparve in diversi spettacoli di Broadway negli anni '30 e in numerosi film-musical negli anni '30 e '40, tra i quali La canzone di Magnolia (1936) e La lucciola (1937).
Lavorò anche con i fratelli Marx in due dei loro film più celebri, Una notte all'opera (1935) e Un giorno alle corse (1937).
Dotato di una gradevole voce tenorile, nella sua lunga carriera interpretò numerose opere liriche.
Dal 1936 al 1957 fu sposato con l'attrice Irene Hervey, dalla cui unione nacque nel 1938 il cantante Jack Jones.

## Filmografia

### Cinema
- Tentazione bionda (Reckless), regia di Victor Fleming (1935)
- Una notte all'opera (A Night at the Opera), regia di Sam Wood (1935)
- Rose Marie, regia di W. S. Van Dyke (1936)
- La canzone di Magnolia (Show Boat), regia di James Whale (1936)
- Un giorno alle corse (A Day at the Race), regia di Sam Wood (1937)
- La lucciola (The Firefly), regia di Robert Z. Leonard (1937)
- Viva l'allegria (Everybody Sing), regia di Edwin L. Marin (1938)
- Honeymoon in Bali, regia di Edward H. Griffith (1939)
- The Great Victor Herbert, regia di Andrew L. Stone (1939)
- Hellzapopping in Grecia (The Boys from Syracuse), regia di A. Edward Sutherland (1940)
- One Night in the Tropics, regia di A. Edward Sutherland (1940)
- Magia della musica (The Hard-Boiled Canary), regia di Andrew L. Stone (1941)
- True to the Army, regia di Albert S. Rogell (1942)
- Chiaro di luna all'Avana (Moonlight in Havana), regia di Anthony Mann (1942)
- When Johnny Comes Marching Home, regia di Charles Lamont (1942)
- Rhythm of the Islands, regia di Roy William Neill (1943)
- Larceny with Music, regia di Edward C. Lilley (1943)
- Crazy House, regia di Edward F. Cline (1943)
- You're a Lucky Fellow, Mr. Smith, regia di Felix E. Feist (1943)
- Sing a Jingle, regia di Edward C. Lilley (1944)
- Honeymoon Ahead, regia di Reginald Le Borg (1945)
- Senorita from the West, regia di Frank R. Strayer (1945)
- Duello a Thunder Rock (Stage to Thunder Rock), regia di William F. Claxton (1964)
- La calda notte (A Swingin' Summer), regia di Robert Sparr (1965)
- Sledge (A Man Called Sledge), regia di Vic Morrow (1970)

### Televisione
- Indirizzo permanente (77 Sunset Strip) – serie TV, episodio 5x27 (1963)
- Love Boat (The Love Boat) – serie TV, episodio 4x11 (1980)